# Далматы
Далматы (др.-греч. Δαλμάται) — древний народ, живший на восточном побережье Адриатического моря в сегодняшней Хорватии, между реками Крка и Неретва, и который вышел на историческую арену после римского завоевания Далмации. Полукочевые далматы чаще классифицируются как иллирийское племя, хотя большую часть своей истории они были независимы от Иллирийского царства, с которым граничили на юго-востоке.
Упоминаются в произведениях Аппиана.

## Культура и общество
Археология и ономастика показывают, что далматы были восточными и северными иллирийцами Паннонии. Далматы были моложе кочевых племён Древней Иллирии (Западных Балкан), они появились там в 4 веке до н. э. и включили в свой состав ранние народы: либурнов на западе, даорсов и ардеев (вардеев) на востоке. Они создали племенной союз в IV—III вв. до н. э.
Археологические находки их материальной культуры более примитивны, чем у близлежащих древних племен, особенно в сравнении с древними либурнами. Только производство оружия было на достаточно развитом уровне. Их элита строила только каменные дома, но многочисленные простолюдины селились в естественных пещерах. Характерной частью их обычной одежды была меховая шапочка.
Их полукочевые общины имели сильные патриархальные структуры, которые складывались главным образом из пастухов, воинов и их вождей. Их основное занятие было скотоводство и ограбление других окрестных племен и прибрежных городов на Адриатическом море.
Особенностью далматской культуры (вплоть до римского завоевания) было полное отсутствие вина в археологических находках, как собственного, так и привозного, что резко отличало их от соседей, импортировавших вино.

## Римское завоевание
Земля далматов была в основном скалистой известняковой страной, идеальной для бесконечной партизанской войны; далматы возвели там около 400 каменных крепостей и 50 крупных цитаделей против римлян.
Первая Далматская война в 156—155 до н. э. завершилась уничтожением далматской столицы консулом Сципионом Назиком. Вторая Далматская война, которая состоялась в 119—118 до н. э., закончилась римской победой. Третья Далматская война 78—76 до н. э. закончилась захватом Солина (порт Солин близ современного города Сплит) проконсулом C. Cosconius.
Четвёртая Далматская война состоялась 34—33 до н. э. Октавиан в ходе экспедиции в Иллирик захватил новую далматскую столицу Соетовию (Soetovio, в настоящее время Клис).

## Религия
Главным божеством далматской федерации был их патриархальный бог Силванус («Sylvanus»). Его жена носила имя «Тана» (сегодня это слово на албанском значит «день»). Далматская богиня, если проводить аналогии с римской или греческой мифологией, была «Дианой» или «Артемидой».

## Происхождение
Сходное с далматами (Dalmatae) название носят деламиты (Delamites) в северо-западной Персии, чьи потомки называются димилями (Dimili) или зазами в восточной Турции. Последние генетические исследования Y-хромосомы турецких зазов и жителей материковой части Далмации показали, что они почти идентичны и, вероятно, общего биологического происхождения, кроме того, обе популяции имеют некоторое общее построение слов и грамматические формы.
Язык далматов почти неизвестен — сохранились несколько топонимов в записях римлян. После римского завоевания жители городов Далмации постепенно романизуются, пастухи в сельской местности ассимилируются медленнее и частично. После разрушения Римской империи далматы продолжают использовать старый далматский романский язык (переходный между итальянским и румынским).
Потомки средневековых пастухов-далматов сохранились близ города Ливно и дожили до Первой мировой войны, использовали романский морлахский язык (или диалект). Тогда же в Югославии в течение 20 века это неславянское население, в условиях угнетения, было быстро славянизировано. От их языка остались лишь неславянские топонимы вокруг Ливненской долины, например, реки Айватат, Сутурба и горные пики Блейнадорна, Брона, Гарета, Митра, Зугва, Друль, Енит, Юнх, Хамасир т.д.